# La Mousson (film, 1955)
Pour les articles homonymes, voir La Mousson (homonymie).
Pour plus de détails, voir Fiche technique et Distribution.
La Mousson (titre original : The Rains of Ranchipur) est un film américain réalisé par Jean Negulesco, sorti en 1955. Le film est inspiré du roman de Louis Bromfield, paru en 1937.

## Synopsis
Dans les Indes britanniques, en vue de l'achat de chevaux, l'aristocrate britannique Lord Esketh et sa femme Edwina viennent dans la ville de Ranchipur à l'invitation du vieux Maharani. Leur mariage est malheureux et Lord Esketh annonce son intention de retourner en Angleterre afin d'entamer une procédure de divorce. Edwina gâtée, insensible et notoirement adultère (elle a pris un amant pendant leur lune de miel), se moque alors de lui. Elle renoue ensuite avec une connaissance, Tom Ransome, autrefois brillant ingénieur, aujourd'hui alcoolique libertin. Elle rencontre également et tente de séduire un médecin hindou distingué, le Dr Rama Safti, un homme décent qui est le choix personnel du Maharani pour lui succéder un jour. A la fin de la réception accueillant Lord et Lady Esketh à Ranchipur, le Maharani, qui s'est préparé à l'arrivée d'Edwina en lisant des coupures de journaux, voit qu'elle a déjà commencé à séduire Safti et la confronte en l'accusant de corrompre les hommes.
Safti résiste d'abord à la tentation mais finit par succomber aux charmes d'Edwina et tombe éperdument amoureux d'elle. Lord Esketh en prend conscience et lorsque Safti le sauve après avoir été mutilé par un tigre blessé, il interroge Safti sur Edwina. Il admet son amour et Lord Esketh, maintenant compatissant envers le sort de cet homme bon, décrit leur mariage en termes francs. Safti dit qu'il connaît déjà le passé d'Edwina et lui pardonne tout ce qu'elle a fait. Lorsque Safti et Edwina en parlent, elle avoue finalement que son attirance pour lui est devenue quelque chose de tellement plus que cela l'effraie. Safti croit qu'elle peut grandir et changer. Edwina dit que ce n'est pas possible.
Pendant ce temps, Fern Simon est rentrée chez elle. Fille de missionnaires, elle a grandi à Ranchipur en regardant Ransome de loin. Ses rêves de retourner au collège des enseignants pour des études supérieures s'estompent parce qu'ils ne peuvent pas se le permettre. À la réception, elle demande timidement à Ransome un prêt de 1 000 $. Il souligne que cela nuirait à sa réputation à Ranchipur mais ému par sa déception, accepte de l'aider à retourner à l'école d'une manière ou d'une autre. Fern s'enfuit de chez elle et se retrouve trempée dans le bungalow de Ransome. Elle est ravie de son plan qui consiste à ruiner sa réputation pour que sa mère la laisse partir à l'école, même si rien ne se sera passé car elle dormira sur le canapé. Il lui dit qu'elle doit rentrer chez elle immédiatement, l'enfile dans un imperméable et l'embrasse. Il s'excuse et elle rentre docilement chez elle.
Lors d'une soirée, Ransome, ivre et en colère, avertit Edwina de rester à l'écart de Safti, une amie qu'il admire. Hors caméra, le Maharani a ordonné à Edwina de quitter son palais ainsi que Ranchipur. Safti dit qu'il ira avec elle. Soudain, Ranchipur est ravagée par une double catastrophe naturelle : une série de tremblements de terre qui détruisent le barrage et de nombreux bâtiments, et l'inondation qui s'ensuit, exacerbée par des pluies torrentielles, qui anéantit tout sur son passage en causant des milliers de morts. Après les premiers tremblements, Safti court à l'hôpital, laissant Edwina dans une frénésie, en partie causée par le fait qu'elle est malade. Ransome la ramène pour s'occuper d'elle. Le matin, Ranchipur est un lac, parsemé de ruines, et il pleut encore. Des débris bloquent le rétrécissement en aval et la peste se propage dans les zones inondées.
La maison de Ransome est au-dessus de l'inondation. Un esquif s'arrête sous le porche. C'est Fern, épuisée, froide et trempée. Elle est sortie toute la nuit pour essayer de le rejoindre. Ransome l'installe pour se reposer et promet gentiment qu'il ne quittera jamais Ranchipur. Il emmène Edwina à la mission de Mme Smiley. Dans son délire, et croyant à juste titre qu'elle est peut-être en train de mourir, Edwina supplie de faire envoyer un message au Dr Safti. Il est remis à Lord Esketh par erreur et il supplie le Dr Safti de partir, admettant qu'il aime Edwina et l'a toujours aimée. Le Dr Safti est tellement occupé à sauver des vies qu'il ne peut pas y aller. Une explosion résonne dans la ville lorsque le blocage en aval a été dynamité, ce qui a fait reculer les eaux de crue. Lors de la mission, le Dr Safti découvre que c'est Ransome qui a risqué sa vie pour sauver les habitants de Ranchipur.
Safti vient enfin à Edwina. Elle est ébranlée par sa déclaration selon laquelle il ne serait pas venu vers elle, même s'il avait su qu'elle était mourante, à cause de toutes les personnes qui dépendent de lui pour leur vie. Et quand il parle de la quantité de travail qu'il y aura à reconstruire Ranchipur, elle se rend compte que son cœur est là. En partant enfin, Edwina tente d'expliquer au Maharani que son amour pour Safti est devenu réalité, à tel point qu'elle fera le sacrifice de le quitter pour son propre bien. Le Maharani refuse d'accepter cela et se moque d'Edwina. Celle-ci avertit le Maharani qu'un jour il y aura une femme qu'elle ne pourra pas arrêter. Safti vient lui dire au revoir et lui dit qu'elle lui a fait un grand cadeau, savoir qu'un homme ne peut pas vivre sans amour. En retour, il lui fait part des qualités qu'il chérit en elle. Ils s'embrassent doucement.
Elle quitte Ranchipur avec son mari, essuyant une larme sur sa joue.

## Fiche technique
- Titre : La Mousson
- Titre original : The Rains of Ranchipur
- Réalisation : Jean Negulesco
- Production : Frank Ross
- Société de production : 20th Century Fox
- Scénario : Merle Miller d’après un livre de Louis Bromfield
- Musique : Hugo Friedhofer
- Image : Milton R. Krasner et Charles G. Clarke (seconde équipe, non crédité)
- Montage : Dorothy Spencer
- Direction artistique : Addison Hehr et Lyle R. Wheeler
- Décorateurs de plateau : Paul S. Fox et Walter M. Scott
- Costumes : Travilla et (pour Lana Turner) Helen Rose
- Pays de production : États-Unis
- Langue : anglais
- Durée : 104 minutes
- Genre : Film dramatique et d'aventure
- Format : Cinémascope d'origine 2.55 : 1
- Couleur DeLuxe - Son : 4-Track Stereo (Western Electric Recording)
- Dates de sortie : 
  - États-Unis : 14 décembre 1955
  - France : 22 août 1956 Paris
- Affiches : Constantin Belinsky, Boris Grinsson (France)

## Distribution
- Lana Turner (VF : Jacqueline Porel) : Lady Edwina Esketh
- Richard Burton (VF : Jean-Claude Michel) : Docteur Major Rama Safti
- Fred MacMurray (VF : Jean-Henri Chambois) : Thomas Ransome
- Joan Caulfield (VF : Joëlle Janin) : Fern Simon
- Michael Rennie (VF : André Valmy) : Lord Albert Esketh
- Eugenie Leontovich (VF : Lita Recio) : Maharani
- Gladys Hurlbut (VF : Henriette Marion) : Mme Simon
- Madge Kennedy : Mme Smiley
- Carlo Rizzo : M. Adoani
- Beatrice Kraft : Danseuse orientale
- Argentina Brunetti : Mme Adoani

Source doublage : Fedan

## Autour du film
- Ce film est le Remake de La Mousson (The Rains Came) de 1939 et réalisé par Clarence Brown
- Une des affiches de promotion du film a été créée par Boris Grinsson